# بیل و تد: رویارویی با موسیقی
بیل و تد: رویارویی با موسیقی (به انگلیسی: Bill & Ted Face the Music) یک فیلم سینمایی کمدی و علمی تخیلی آمریکایی محصول سال ۲۰۲۰ به کارگردانی دین پاریزو است. این فیلم سومین قسمت از مجموعه فیلم‌های بیل و تد می‌باشد. قسمت اول با عنوان ماجراجویی بسیار عالی بیل و تد (۱۹۸۹) و قسمت دوم با نام سفر وحشیانه بیل و تد (۱۹۹۱) به نمایش درآمد. کیانو ریوز و الکس وینتر بازیگران اصلی هر سه قسمت هستند. فیلم در تاریخ ۲۸ اوت سال ۲۰۲۰ اکران شد.

## بازیگران
- کیانو ریوز در نقش لوگان تئودور "تد"
- الکس وینتر در نقش ویلیام "بیل"
- ویلیام سدلر به عنوان مرگ
- برجیت لاندی پین در نقش بیلی لوگان ، دختر تد و الیزابت
- سامارا ویوینگ در نقش تئا پرستون ، دختر بیل و جوآنا
- آنتونی کاراریگان
- کید کادی
- جیلیان بل در نقش دکتر خانواده تیلور وود ، درمانگر خانواده های بیل و تد [۴]
- هال لاندون جونیور در نقش کاپیتان جاناتان لوگان ، پدر تد [۵]
- امی استوچ  در نقش میسی پرستون ، مادر ناپدری بیل
- جیما مایز در نقش همسر بیل [۶]
- ارین هیز در نقش  همسر تد
- بک بنت ور نقش دیاکون لوگان ، برادر کوچکتر تد
- هالند تیلور [۷]
- کریستین شال در نقش کلی [۸]
- کلی کارلین [۹][۱۰] [۱۱]

## خلاصه داستان فیلم
داستان بیل و تد از جایی شروع می‌شود که مسافری از آینده به آن‌ها خبر می‌دهد که تنها کسانی که می‌توانند کهکشان، دنیا را از نابودی نجات دهند، آن‌ها هستند و این اتفاق نیز به وسیله‌ی یکی از آهنگ‌هایشان می‌افتد. حال بیل و تد باید تمام تلاششان برای ساخت آهنگ موردنظر به کار بگیرند اما این تمام ماجرا نیست و…

## فیلمبرداری
تولید و فیلمبرداری اولیه در تاریخ ۱۷ ژوئن ۲۰۱۹ آغاز شد.   در حالی که فیلمبرداری بازیگران در اول ژوئیه ۲۰۱۹ آغاز شد.  بخش عمده فیلمبرداری در ژوئیه ۲۰۱۹ در نیواورلئان انجام شد.   سر انجام فیلمبرداری در تاریخ ۲۴ اوت ۲۰۱۹ به اتمام رسید. 

## انتشار
این فیلم در تاریخ ۲۸ اوت سال ۲۰۲۰ توسط اوریون پیکچرز از طریق یونایتد آرتیتس و کمپانی برادران وارنر منتشر شد. 